# أساطير أوسيتية
الأساطير الأوسيتية (بالإنجليزية: Ossetian mythology) هو مصطلح شامل لجميع معتقدات وممارسات شعب أوسيتيا في منطقة القوقاز، والتي تضم الكثير من الآلهة والكائنات الخارقة التي تملك قوى روحية. ويُعتقد أن الدين نفسه من أصل سارماتي، لكن في الحقيقة العديد من عناصره من أصل مسيحي، وغالباً ما يتم توافق آلهة أوسيتيا مع القديسين المسيحيين. تلعب الآلهة، على وجه الخصوص، دورًا رئيسيًا في ملحمة نارت الشهيرة لدى الشعب الأوسيتي، والتي يكون فيها أنصاف الآلهة والأبطال الأسطوريين اللاعب الرئيسي.

## الآلهة
- شوكاو أو سوكاو (Huycau or Xucau (الأوسيتية: Хуыцау)) الإله الأعلى، ورئيس الآلهة. يتوافق مع الإله المسيحي والإسلامي إلى حد ما. هو الاسم الذي أطلقه الأوسيتيون (في القوقاز) على إلههم الأعلى، الذي يحكم الأرواح السماوية الأخرى.[1]
- أسترجي أو أوستيرجي أو أوستيردزي (بالإنجليزية: Uastyrdzhi) هو الوصي على الرجال والمسافرين وضامن اليمين. وهو، أيضًا، شفيع وراعي أوسيتيا الشمالية-ألانيا. غالبًا ما يشار إليه باسم سانت جورج (Saint George). في أوسيتيا، تم التعرف على الإله أوستيردزي، الذي جسّد كلٍّ من المحارب وأشكال الشمس المرتبطة غالبًا بالخيول البيضاء، بشخصية سانت جورج بعد أن اعتمدت المنطقة الديانة المسيحية.[2]
- واسيلا أو أوسيلا (الإنجليزية: Uacilla (الأوسيتية؛ "القديس إيليا")) إله المطر والبرق والنور. يُعرف أيضًا باسم حامي الحصاد. إنهم يضربون البرق لاختبار الناس، وإذا نجا هذا الشخص من صاعقة، فسيتم التضحية بالأغنام من أجله. في الصيف، تقام له مهرجانات، ويتم التضحية بالأغنام والأبقار من أجله، وتشرب البيرة المخمرة خصيصا. في ذلك اليوم، تخبز النساء الخبز في صمت تام كدليل على الاحترام. غالبًا ما يُعرف باسم إلياس. هو إله العاصفة وحامي الحبوب؛ هذه الوظيفة الأخيرة هي التي تشرح روابطه مع البيرة.[3]
- الصفا أو الصفاء (الأوسيتية: Сафа). إله سلسلة الموقد. أهم الآلهة المحلية للأوسيتيين. وسلسلة الموقد هي التي يعلق بها خطاف ليعلق به قدر الطبخ. وصفا هو إله الموقد وسيده وخالقه في الأساطير الأوسيتية. حين يتم سرقة السلسلة التي تعلق عليها الغلايات يعد ذلك إهانة كبيرة.[4][5]
- دونبيتر (أوسيتيا: Донбеттыр) رب المياه. اسمه مزيج من أوسيتيا دون (أي الماء) والقديس بطرس. حتى القرن التاسع عشر، تم الاحتفال بيومه يوم السبت التالي لعيد الفصح من قبل الفتيات الصغيرات. باستخدام سلاسله، يجذب أولئك الذين دخلوا عالمه بالسباحة إلى قاع البحر. هو إله جميع المياه، وحامي الأسماك والصيادين في الأساطير الأوسيتيّة.[6][7][8]
- دِزراسَي Dzerassae (أوسيتيا: Дзерассæ) هي شخصية في الأساطير الأوسيتية معروفة باسم ابنة إله الماء دونبيتر. وأم العديد من أبطال ملحمة نارت. بعد وفاتها، أحياها رئيس الملائكة أوستيرجي وأصبحوا عشاق في قبرها.[9][10][11]
- توتير Tutyr إله الذئاب. تم تعريفه من خلال تادرس المشرقي. يجمع بين ميزات الطوائف الرعوية والزراعية.[12]
- فلورا أو فولفا Fælværa ربما يكون هذا الاسم مزيجًا من أسماء قديسين يدعى فلوروس ولوروس. فلورا هو راعي الأغنام، وقد أقيم له وليمة قبل حفل قطف الصوف في سبتمبر. لديه عين واحدة فقط وغالبًا ما يكون عدو توتير (إله الذئاب).حامي الحيوانات الأليفة. ويقال أن فولفا قد أعمى بضربة من إله الذئب في عين واحدة.[13]
- إِفساتي Æfsati (Æфсати). إله صيد الذكور.[14]
- كُردليكان أو كوردالوغون Kurdalægon الحداد السماوي. صديق مقرب للنارتس.[15]
- ستناي Satana تذكر ستناي في الأساطير النارتية على أنها أم النارتيين جميعًا، وأنها إلهة، وتوصف بأنها الأم الكبرى. أنها تجسيد للجمال والموهبة والذكاء.تمثال للإلهة الأم ستناي.

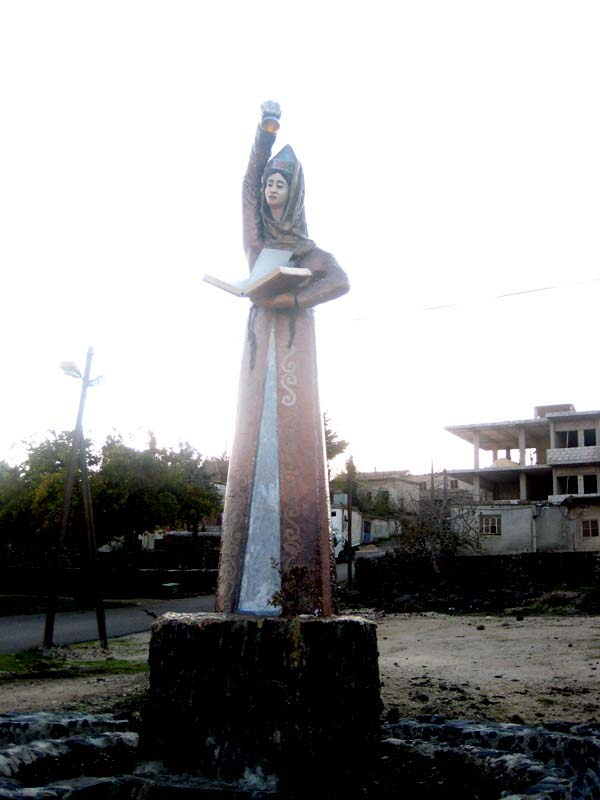
تمثال للإلهة الأم ستناي.

- سوباراج Saubarag إله الظلام واللصوص. تم تحديده مع الشيطان.[16]
- هویَندُن الدار أو هيويندون أولدار Huyændon Ældar رب السمك. ساحر عظيم وروح يتصرف مثل حاكم أرضي ("ældar"). اسمه يعني «رب المضيق» (وفقا لأبايف، يعني مضيق كيرتش).[17]
- باراستير Barastyr ملاك وحاكم العالم السفلي الذي يحكم على الأرواح الميتة القادمة إما إلى الجنة أو إلى عالمه الخاص كل بحسب عمله.[18]
- أمينون (Аминон). حارس بوابة العالم السفلي.
- ألاردي Alardy سيد الجدري، الذي لا بد من استرضائه.[19]
- کوریس Kurys أرض الأحلام، أرض عشبية مملوكة للأموات، والتي يمكن لبعض الناس رؤيتها في أحلامهم. سيحالف الحالم حظًا سعيدًا إذا استطاع الحصول على البذرة المعجزة. قد يعاني الشخص عديم الخبرة من المرض والحمى بعد عودته من الحلم. يقارن غيرشويتش (مع فاسيلي أباييف) اسم كوريس بجبل كاوريس في Yasht 19، الفقرة 6 (Karwisa Avesta). هذا يشير إلى أن أسطورة أرض إيرانويج قد تكون مرتبطة بألانيا.[20]

## التراث الشعبي
يتضمن الفولكلور الأوسيتي أيضًا العديد من الشخصيات الأسطورية، بما في ذلك تلك الموجودة في قصص نارت، مثل بطراز Batraz، البطل المحارب.